# قوانين شفيلد

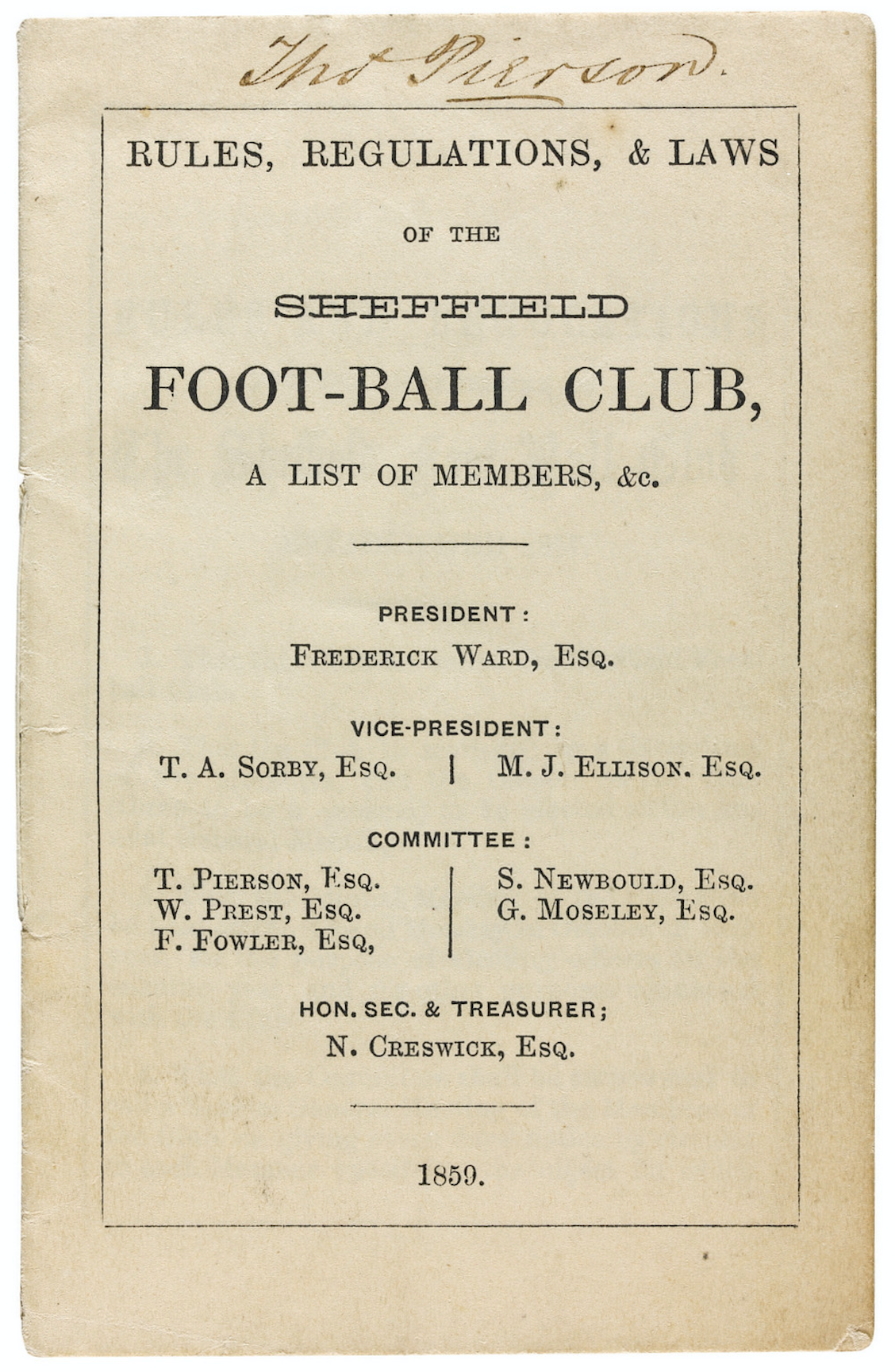
صفحة العنوان للنشر الأول لقواعد نادي شيفيلد (1859)

كانت قواعد شفيلد عبارة عن قانون لكرة القدم وُضع ولُعب به في مدينة شفيلد الإنجليزية بين عامي 1858 و 1877. تم إنشاء القواعد ومراجعتها في البداية من قبل نادي شيفيلد، مع المسؤولية عن القوانين التي تم تمريرها إلى اتحاد شيفيلد لكرة القدم عند إنشاء تلك الهيئة في عام 1867 انتشرت القواعد خارج حدود المدينة إلى أندية واتحادات أخرى في إنجلترا الشمالية والوسطى، مما يجعلها واحدة من أكثر أشكال كرة القدم شعبية خلال ستينيات وسبعينيات القرن التاسع عشر. من غير المؤكد ما إذا كانت Wrexham A. F. C.، التي تشكلت على الحدود في عام 1864، قد تبنت القواعد، لكن قربها الجغرافي القريب من شيفيلد يعني أنها كانت محتملة بالتأكيد.
في عام 1863، نشر الاتحاد الإنجليزي لكرة القدم (FA) المشكل حديثًا قوانين لعبة كرة القدم. بين عامي 1863 و 1877، تعايش قانونا اتحاد كرة القدم وشيفيلد، حيث أثر كل قانون في بعض الأحيان على الآخر. تم لعب العديد من المباريات بين فرق شيفيلد ولندن، باستخدام كلتا مجموعتي القواعد. بعد عدة نزاعات ، تم توحيد القانونين في عام 1877 عندما صوت اتحاد كرة القدم شيفيلد على تبني قوانين اتحاد كرة القدم، بعد اعتماد قانون التسوية من قبل اتحاد كرة القدم.
كان لقواعد شيفيلد تأثير كبير على كيفية تطور لعبة كرة القدم الحديثة. من بين الأشياء الأخرى التي قدموها كانت مفاهيم ضربة زاوية (كرة قدم) والركلات الحرة للأخطاء. تُنسب الألعاب التي يتم لعبها وفقًا للقواعد أيضًا إلى تطوير العنوان، بعد إلغاء المصيد العادل، وأصول حارس المرمى والمواقف الأمامية. في عام 1867، أقيمت أول بطولة كرة قدم تنافسية في العالم بموجب قوانين شيفيلد.

## خلفية
أقدم مباراة كرة قدم مسجلة في شيفيلد حدثت في عام 1794 عندما تم لعب مباراة كرة قدم بين شيفيلد ونورتون (في ذلك الوقت كانت قرية ديربيشاير) والتي جرت في بنتس جرين. استمرت المباراة ثلاثة أيام، وهو أمر لم يكن غريباً بالنسبة للمباريات في ذلك الوقت. ولوحظ أنه بالرغم من وجود بعض الإصابات لم يسقط أحد خلال المباراة. يلعب نادي Clarkehouse Road Fencing كرة القدم منذ عام 1852. كانت المدينة موطنًا لعدد من الأندية الرياضية وقد أدت شعبية لعبة الكريكيت إلى قيام رئيس نادي شيفيلد للكريكيت باقتراح إنشاء ملعب برامول لين.
بحلول خمسينيات القرن التاسع عشر، كانت هناك عدة نسخ من كرة القدم تُلعب في المدارس والأندية العامة في جميع أنحاء إنجلترا. كانت قواعدهم بشكل عام غير قابلة للوصول خارج المدارس. هناك كانت كرة القدم تميل إلى أن تكون ألعابًا غير منظمة وغير قانونية إلى حد ما تُعرف باسم كرة القدم الغوغائية. على الرغم من وجود مباريات بين فرق صغيرة ومتساوية العدد، إلا أنها ظلت رياضة أقلية حتى ستينيات القرن التاسع عشر.
خلال أشهر الشتاء عام 1855، نظم لاعبو نادي شيفيلد للكريكيت مباريات كرة قدم غير رسمية من أجل الحفاظ على لياقتهم البدنية حتى بداية الموسم الجديد. اثنان من اللاعبين هما ناثانيال كريسويك (1826-1917) وويليام بيرست (1832-1885)، وكلاهما من مواليد يوركشاير. جاء Creswick من عائلة Sheffield من مصنعي الألواح الفضية التي يعود تاريخها إلى عدة قرون. بعد أن تلقى تعليمه في مدرسة Collegiate School بالمدينة أصبح محامياً. انتقلت عائلة بريست من يورك عندما كان طفلاً. اشترى والده تجار نبيذ تولى ويليام زمام الأمور فيما بعد. كان كلا الرجلين رياضيين متحمسين. استمتع Creswick بعدد من الرياضات بما في ذلك الكريكيت والجري. لعب بيرست لعبة الكريكيت لفريق عموم إنجلترا الحادي عشر وقاد أيضًا يوركشاير في عدة مناسبات. الاجتماع الافتتاحي لنادي شيفيلد إف. في 24 أكتوبر 1857 في باركفيلد هاوس في ضاحية هايفيلد. سيصبح المقر الأصلي دفيئة على طريق الضفة الشرقية. تم استخدام الحقل المجاور كأول ملعب لهم.